# ألفرد ستيفنز
ألفرد ستيفنز (بالفرنسية: Alfred Emile-Léopold Stevens) (و. 1823 – 1906 م) هو رسام، من بلجيكا، توفي في باريس، عن عمر يناهز 83 عاماً.

## أعمال بارزة
من أهم أعماله:
- This is called vagrancy.

## جوائز
حصل على جوائز منها:
- وسام جوقة الشرف.

## روابط خارجية
- ألفرد ستيفنز على موقع ديسكوغز (الإنجليزية)